# Eugenia multirimosa
Eugenia multirimosa är en myrtenväxtart som beskrevs av Mcvaugh. Eugenia multirimosa ingår i släktet Eugenia och familjen myrtenväxter. Inga underarter finns listade i Catalogue of Life.